# Tritantaichmes
Tritantaichmes (auch Tritanteichmes geschrieben), Sohn des Artabanos, war ein persischer Feldherr des Achämenidenreichs im 5. vorchristlichen Jahrhundert. Als Neffe des Großkönigs Dareios I. war er selbst ein Angehöriger der Achämenidendynastie.
Von seinem Vetter Xerxes I. war Tritanteichmes anlässlich der Invasion Griechenlands 480 v. Chr. zu einem der sechs Oberbefehlshaber über eine der drei Heersäulen ernannt wurden. Er teilte sich das Kommando mit Gergis. In Griechenland hatte sich Tritanteichmes von Seiten des Königs den Vorwurf der Feigheit zugezogen, als er anlässlich der Olympischen Spiele seine Anerkennung gegenüber den Griechen aussprach, die bereit waren um Olivenzweige statt um Schätze zu kämpfen.
Zu einem nicht näher genannten Zeitpunkt amtierte Tritantaichmes als Satrap von „Assyrien“ (Mesopotamien und Babylonien). Herodot beschrieb den Reichtum der Stadt, dem es Tritantaichmes ermöglichte, jeden Tag eine Artabe voll Silber einzunehmen.